# وليام فريدريك فيشر
وليام فريدريك فيشر (بالإنجليزية: William Frederick Fisher)‏ (و. 1946 – م) هو رائد فضاء، وطبيب من الولايات المتحدة الأمريكية . ولد في دالاس، تكساس .

## ريادة الفضاء
شارك في المهمات الفضائية:
- STS-51-I.

## التعليم
تعلم في جامعة فلوريدا، وجامعة هيوستن